# Modro jezero
Modro jezero je krško jezero pored Imotskog. Od 1964. zaštićeno je kao geomorfološki spomenik prirode.
Jezero se nalazi ispod klisure na kojoj se nalazi utvrda Topana, a u neposrednoj blizini je i stadion Gospin dolac, na kojem svoje utakmice igra NK Imotski.
Razina njegove vode tijekom godine znatno oscilira tako da nisu rijetke godine kada potpuno presuši. U tim slučajevima na njegovu dnu igra se nogomet. Tijekom ljetnih mjeseci uglavnom ima dovoljno vode za kupanje, a nije rijetkost ni da se igraju različiti vodeni sportovi. Posebna briga vodi se o kvaliteti vode i urednosti plaža te okoliša sađenjem i njegovanjem prikladnih mediteranskih vrsta. Postoji legenda o postanku ovog jezera zvana Gavanovi dvori.

## Poveznice
- Crveno jezero
- Zeleno jezero / Ričice

## Vanjske poveznice
- Imotski.net  Arhivirana inačica izvorne stranice od 16. veljače 2013. (Wayback Machine)
- (Slobodna Dalmacija): Ovakva boja vode nije viđena godinama: pogledajte fascinantne fotografije Modrog jezera, Imoćani oduševljeni, Grude Online. 30. travnja 2019.